# 0435
0435 è il prefisso telefonico del distretto di Pieve di Cadore, appartenente al compartimento di Venezia.
Il distretto comprende la parte nord-orientale della provincia di Belluno ed il comune di Sappada (UD). Confina con l'Austria a nord-est e con i distretti di Tolmezzo (0433) a est, di Spilimbergo (0427) a sud-est, di Belluno (0437) a sud, di Cortina d'Ampezzo (0436) a ovest e di Brunico (0474) a nord-ovest.

## Aree locali e comuni
Il distretto di Pieve di Cadore comprende 18 comuni compresi in 1 area locale, nata dall'aggregazione dei 4 preesistenti settori di Auronzo di Cadore, Borca di Cadore, Pieve di Cadore e Santo Stefano di Cadore: Auronzo di Cadore, Borca di Cadore, Calalzo di Cadore, Cibiana di Cadore, Comelico Superiore, Danta di Cadore, Domegge di Cadore, Lorenzago di Cadore, Lozzo di Cadore, Perarolo di Cadore, Pieve di Cadore, San Nicolò di Comelico, San Pietro di Cadore, Santo Stefano di Cadore, Sappada (UD), Valle di Cadore, Vigo di Cadore e Vodo di Cadore .